# Домбрувкі (гміна Ґрабув-над-Пилицею)
Домбрувкі (пол. Dąbrówki) — село в Польщі, у гміні Ґрабув-над-Пилицею Козеницького повіту Мазовецького воєводства.
Населення — 68 осіб (2011).
У 1975-1998 роках село належало до Радомського воєводства.

## Демографія
Демографічна структура станом на 31 березня 2011 року:
|          | Загалом | Допрацездатний вік | Працездатний вік | Постпрацездатний вік |
| -------- | ------- | ------------------ | ---------------- | -------------------- |
| Чоловіки | 32      | 9                  | 20               | 3                    |
| Жінки    | 36      | 6                  | 20               | 10                   |
| Разом    | 68      | 15                 | 40               | 13                   |